# Plaza del Campidoglio

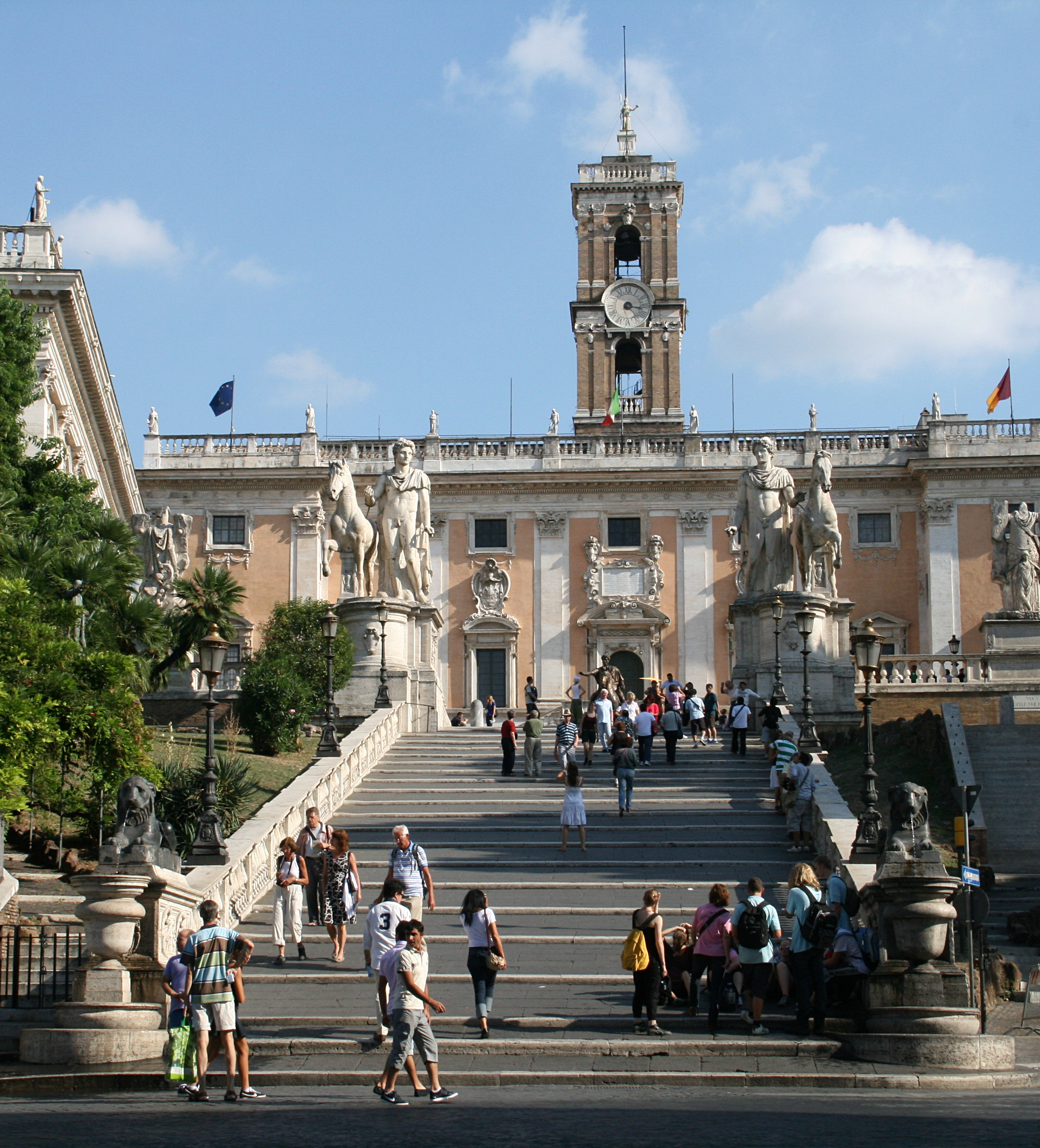
La cordonata de acceso a la Piazza del Campidoglio, con las estatuas de los dioscuros.

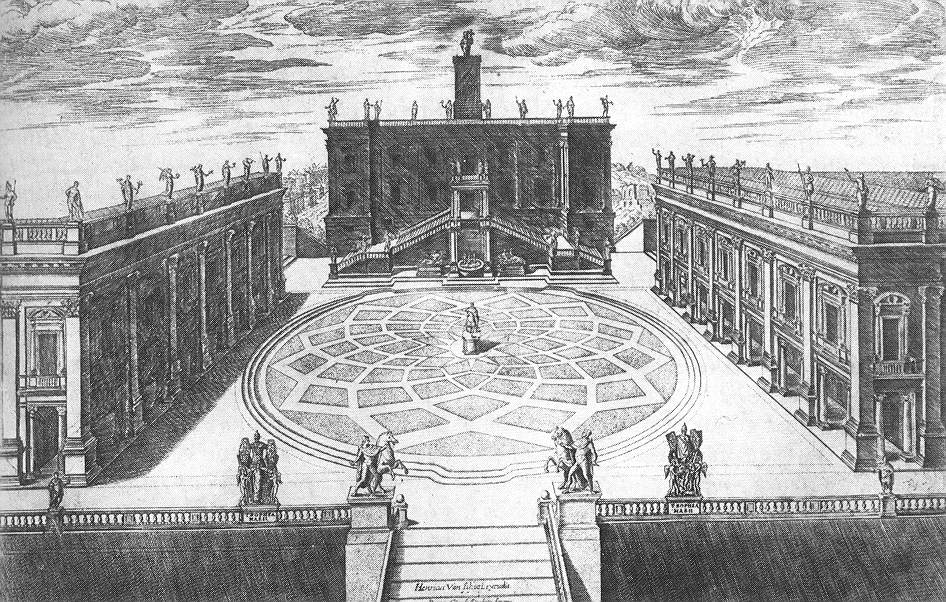
Grabado de Étienne Dupérac.

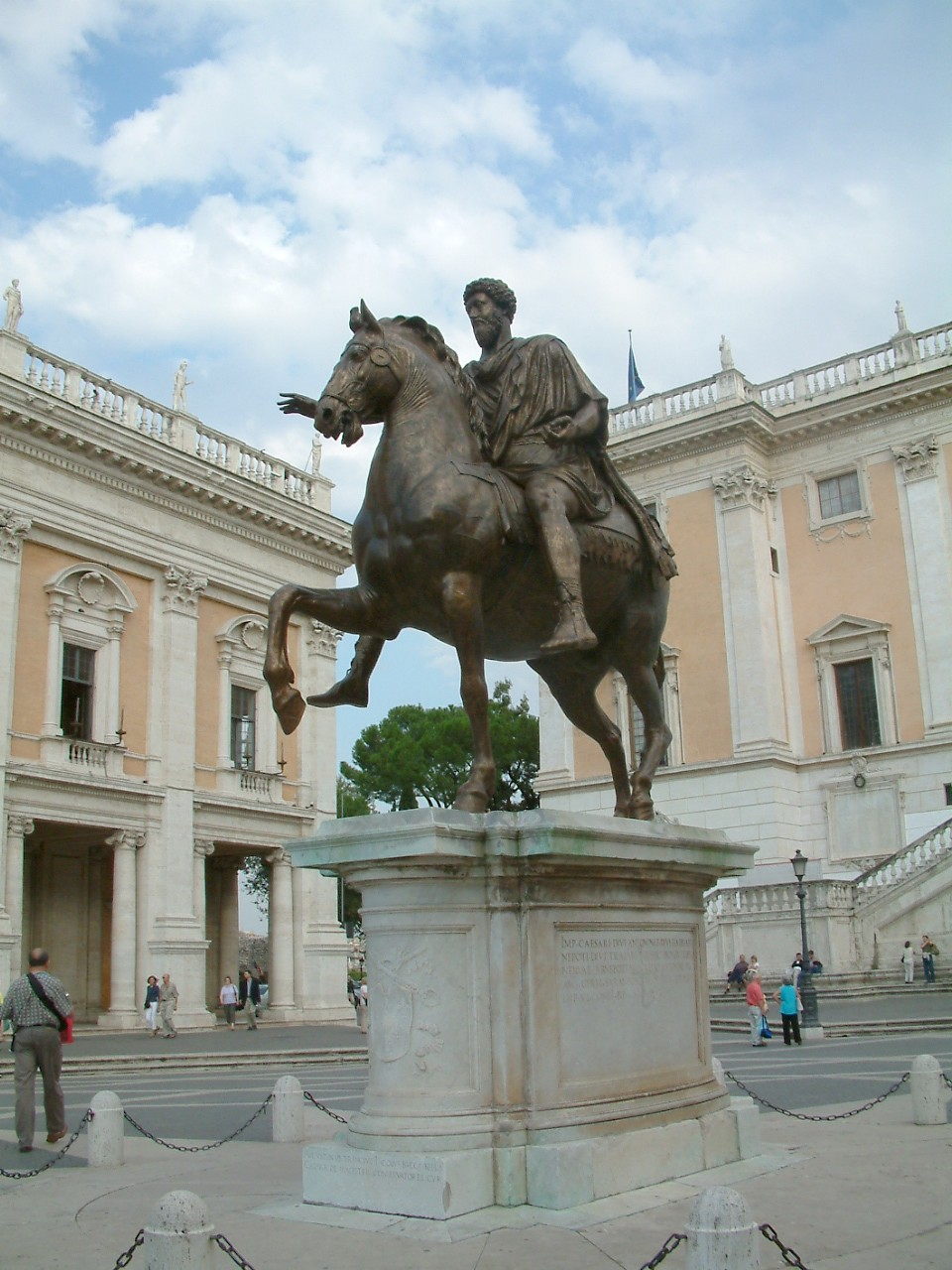
La estatua ecuestre de Marco Aurelio, en el centro de la Piazza del Campidoglio.

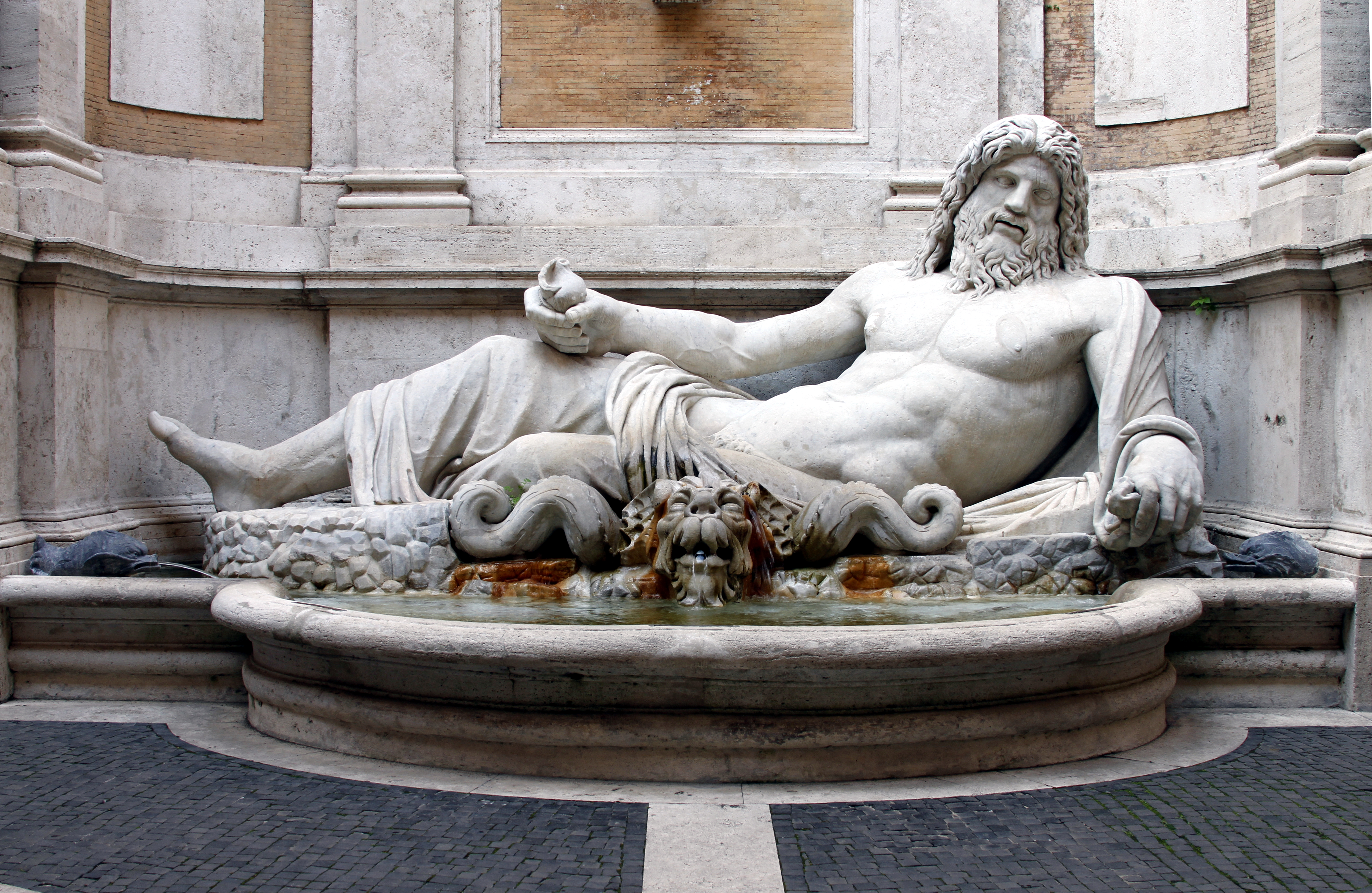
La estatua de Marforio, en el patio del Palazzo Nuovo.

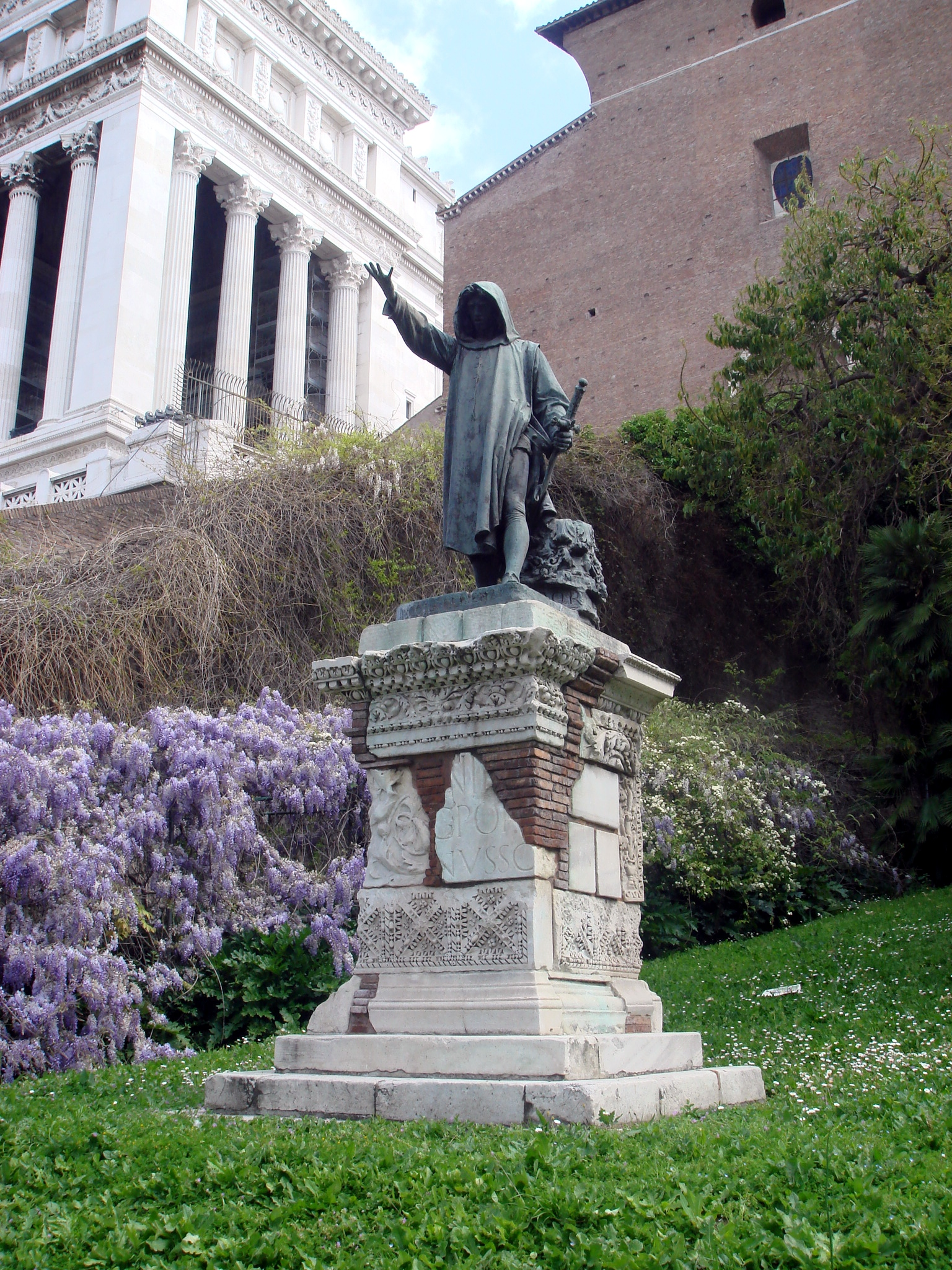
La estatua de Cola di Rienzo, entre la cordonata y la escalinata de Aracoeli.

La Piazza del Campidoglio se encuentra en la cima de la colina Capitolina en Roma, Italia, más concretamente en el Asylum, la depresión situada entre el Arx y el Capitolium, las dos cimas de la colina. Aquí se encuentra uno de los monumentos más importantes de la ciudad, el Tabularium, aunque antiguamente la entrada se realizaba desde la zona del Foro Romano. Esta zona, como toda la colina capitolina, tras haber conocido los esplendores de la Roma antigua, fue progresivamente abandonada al final del mundo antiguo, hasta reducirse en la Edad Media a pasto de cabras, motivo por el cual era conocido como monte Caprino. A partir del siglo xii, cuando se escogió el Tabularium como sede del Ayuntamiento, toda la zona experimentó una lenta recuperación, aunque su renacimiento definitivo se produjo en el siglo xvi, cuando el papa Paulo III, con ocasión de la visita a Roma del emperador Carlos V, pidió a Miguel Ángel que remodelara la plaza: este proyectó renovar las fachadas del Palazzo Senatorio (correspondiente al antiguo Tabularium) y del Palazzo dei Conservatori y construir un tercer edificio, el Palazzo Nuovo, de manera que formara una plaza de forma trapezoidal, embellecida por esculturas clásicas, y diseñó su pavimentación.

## Historia

### Preexistencias
Desde la Edad Media la zona de la colina capitolina había sido la sede de la administración civil de Roma. Sobre los restos del Tabularium había una fortaleza de la familia Corsi, de la cual tomó posesión en 1114 el pueblo romano; fue destinada a ser la sede del senado de la ciudad y ampliada en el siglo xiv. La explanada de grava que había delante estaba destinada a las reuniones del pueblo y la bordeaban edificios que albergaban la sede de los banderesi, es decir, los capitanes de la milicia de la ciudad.

### Rossellino
En 1453, el papa Nicolás V ordenó a Rossellino que construyera el Palazzo dei Conservatori, remodelando profundamente las casas de los banderesi, para realizar la sede de la nueva magistratura. Rossellino realizó un edificio con un pórtico con arcos de medio punto en la planta baja y una fachada con ventanas cruzadas y logias geminadas. Se conservó la orientación de las preexistencias, realizando una plaza trapezoidal con intenciones claramente relacionadas con la perspectiva, según un principio idéntico al que Rossellino pondrá en práctica en Pienza. Las obras afectaron también al Palazzo Senatorio, pero fueron interrumpidas por la muerte del pontífice. El Palazzo dei Conservatori será demolido casi completamente en 1540 por Miguel Ángel, pero su aspecto del siglo xv está documentado en los dibujos de Maarten van Heemskerck realizados entre 1536 y 1538.

### Miguel Ángel
Entre 1534 y 1538 Miguel Ángel remodeló completamente la plaza, diseñando todos sus detalles y orientándola hacia la Basílica de San Pedro, el nuevo centro político de la ciudad, en lugar de hacia el Foro Romano. Se cuenta que la remodelación de la plaza la encargó el entonces papa Paulo III, el cual se avergonzaba del estado en el que se encontraba la célebre colina (ya desde la Edad Media estaba en un estado de abandono tal que se llamaba colle caprino porque era utilizado para el pasto de las cabras) tras el desfile triunfal organizado en Roma en honor a Carlos V en 1536.
Miguel Ángel conservó la orientación oblicua de las preexistencias, obteniendo un espacio abierto de planta ligeramente trapezoidal (el Palazzo Senatorio y el Palazzo dei Conservatori forman un ángulo de 80°), sobre el cual alineó las nuevas fachadas con el objetivo de expandir la perspectiva hacia el foco visual constituido por el Palazzo Senatorio.
Para esto pensó en construir un nuevo palacio, llamado precisamente Palazzo Nuovo, para cerrar la perspectiva hacia la basílica de Santa María en Aracoeli, y pavimentar la plaza así obtenida eliminando la explanada de tierra existente; rediseñó el Palazzo dei Conservatori eliminando todas las estructuras precedentes y armonizándolo con el Palazzo Senatorio, al cual le añadió una doble escalinata que servía para acceder a la nueva entrada, orientada hacia la plaza en lugar de hacia los foros. Modificó también la fachada para uniformarla con la del Palazzo dei Conservatori (y por tanto también con la del Palazzo Nuovo), añadiendo pilastras de orden gigante (que aparece por primera vez en los edificios públicos), una cornisa con barandilla (elemento novedoso), y una torre. Al Palazzo dei Conservatori le añadió una fachada porticada, y también pilastras de orden gigante (que la dividen de manera rítmica y regular), y una cornisa con barandilla y estatuas; finalmente realizó un edificio simétrico a él en el lado opuesto de la plaza. Miguel Ángel proyectó también la escalinata de la Cordonata Capitolina y la barandilla desde la cual se puede ver la Piazza d'Aracoeli.
La estatua ecuestre de Marco Aurelio de bronce dorado, previamente situada en la Piazza San Giovanni (donde ahora se encuentra el Obelisco de Letrán), fue colocada en el centro por Miguel Ángel, a quien Paulo III le había encargado estudiar su colocación. La estatua original, tras una larga restauración que ha sacado a la luz también restos de oro, se conserva actualmente en los Museos Capitolinos, mientras que en la plaza se colocó una copia.
De este modo, se reformuló el espacio central, constituido por la Piazza del Campidoglio, que se vio articulado con la ciudad mediante una escalinata tallada en la colina, que marca el eje principal, fortalecido por la estatua de Marco Aurelio como un punto en el centro de la plaza, análoga al obelisco ubicado en la Piazza del Popolo. En efecto, surge un esquema de un espacio abierto, con forma de trapecio enmarcado por las fachadas de los edificios, donde la parte más estrecha se abre hacia la parte baja de la colina, en el cual se encuentra el sector más denso de la ciudad.  Se puede decir, entonces que estas fachadas se encuentran en función del espacio urbano que lo antecede. Siendo así, todo parte de un sistema y no elementos individuales, como lo era anteriormente.

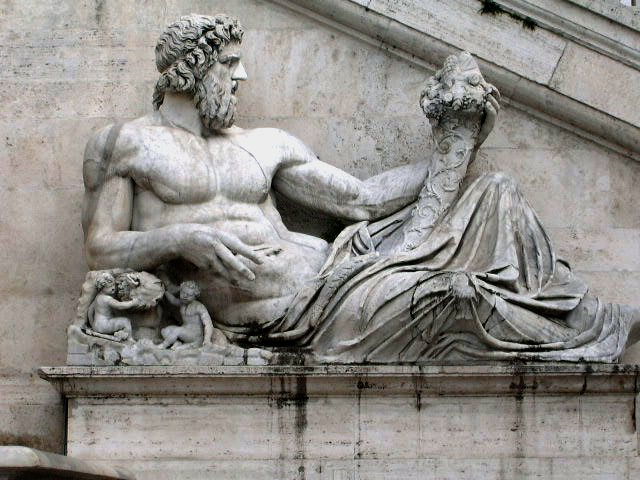
La estatua del Tíber, originalmente el Tigris.

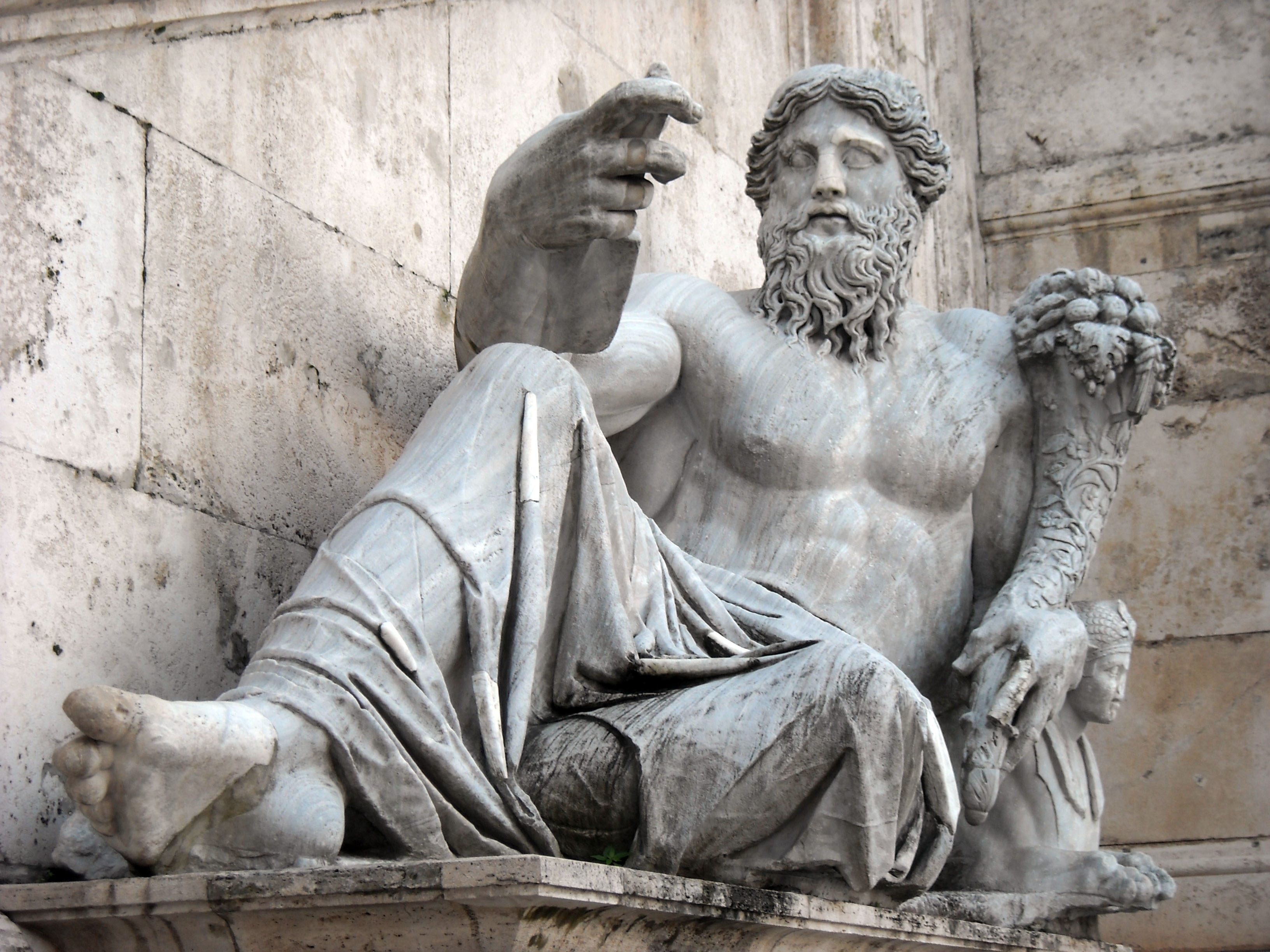
La estatua del Nilo.

Sin embargo, las obras fueron tan despacio que Miguel Ángel (que falleció en 1564) solo pudo ver finalizada la doble escalinata que servía como el nuevo acceso al Palazzo Senatorio, con la colocación de las dos estatuas que representan al Nilo y al Tíber. La fachada y la cima de la torre estaban todavía incompletas, mientras que el Palazzo Nuovo ni siquiera se había empezado.

### Giacomo Della Porta
Pese al fallecimiento de Miguel Ángel, las obras se completaron siguiendo las líneas maestras de su proyecto original. Se ocupó de esto en particular Giacomo Della Porta, a quien se debe la reconstrucción del Palazzo dei Conservatori y la finalización de la fachada del Palazzo Senatorio, con la colocación, en la hornacina central, de una estatua de Atenea retirada del Palazzo dei Conservatori, que en 1593 fue sustituida por otra estatua de Atenea, mucho más pequeña (demasiado pequeña para las dimensiones de la hornacina, tanto que se tuvo que colocar sobre tres pedestales), de pórfido rojo y mármol blanco, transformada en una alegoría de la diosa Roma.
Cuando, a finales de 1587, la ramificación del nuevo acueducto del Acqua Felice alcanzó la colina capitolina, el papa Sixto V convocó un concurso público para la realización de una fuente en la plaza (excluyendo deliberadamente a Della Porta, como prueba de las difíciles relaciones existentes entre los dos). Resultó ganador el proyecto de Matteo Bartolani: se trataba de un proyecto grandioso, que sin embargo se realizó solo en parte, con la construcción de dos estanques adosados a la fachada del Palazzo Senatorio, uno en el interior del otro, de forma rectangular y con el lado más largo lobulado, situados entre las estatuas de los dos ríos y bajo la hornacina que contenía la estatua de Atenea.
Pero Della Porta tenía en mente un diseño diferente de la plaza. En esa época, también estaba trabajando en la fuente de la Piazza San Marco, que incluía, como fondo, la imponente estatua de Marforio. Pocos días después de su colocación, sin embargo, la estatua fue trasladada a la cima de la colina capitolina. Es posible que Della Porta, con una repentina idea, quisiera proponer al papa una alternativa al proyecto de Bartolani, que distorsionaba el diseño original de Miguel Ángel: pensó en utilizar a Marforio como fondo para una imponente fuente que habría cerrado el lado izquierdo de la plaza, el que da hacia la basílica de Santa María en Aracoeli, en lugar del Palazzo Nuovo. El papa no quiso escuchar, confirmó el proyecto de Bartolani y Marforio permaneció estacionado en la plaza.

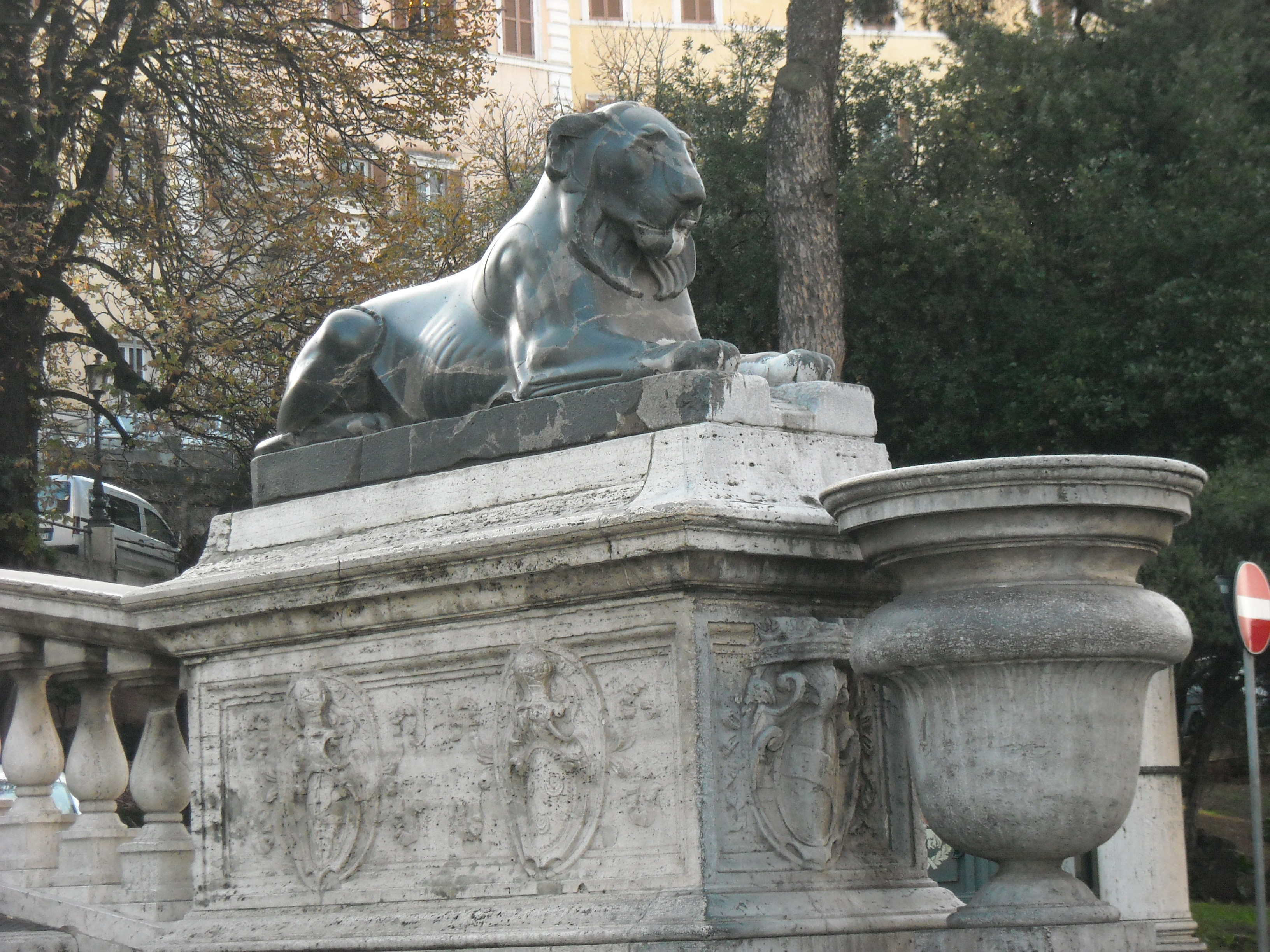
Uno de los dos leones egipcios en la base de la Cordonata Capitolina.

Las únicas dos fuentes que en 1588 pudo realizar Della Porta para la colina capitolina son los dos leones de basalto a los lados de la base de la Cordonata Capitolina, trasladados aquí en 1582 desde los restos del Templo de Isis, completados con dos jarrones de mármol fabricados para recoger el agua. Los dos leones originales, trasladados en 1885 a los Museos Vaticanos, fueron colocados de nuevo en su lugar en 1955.
No fue hasta 1594, con el papa Clemente VIII, cuando Giacomo Della Porta pudo realizar «su» fuente de Marforio (que sería además su última obra). Todo el grupo escultórico se colocó en un estanque igual que los utilizadas en la base del Palazzo Senatorio, delante de una imponente fachada. Sin embargo, la estructura fue desmontada unos cincuenta años más tarde, cuando empezaron las obras para la construcción del Palazzo Nuovo, y reconstruida posteriormente en 1734 en el patio del palacio, donde se encuentra actualmente, pero sin la fachada original de Della Porta.

### Últimas intervenciones
La plaza fue finalizada en el siglo xvii, aunque la pavimentación no se realizó hasta 1940, siguiendo el proyecto original de Miguel Ángel deducido de un grabado de Étienne Dupérac.
La Cordonata Capitolina está decorada con varias obras escultóricas: además de las estatuas de los dos leones colocadas en la base, hacia la mitad de la subida se encuentra, en el zona de césped entre la cordonata y la escalinata de Aracoeli, la estatua de Cola di Rienzo; en la cima se encuentran las estatuas de los dioscuros Cástor y Pólux, provenientes de un Templo de Cástor y Pólux situado en el Circo Flaminio, y dos trofeos de armas de mármol, llamados Trofei di Mario, provenientes del ninfeo de Alejandro de la Piazza Vittorio Emanuele II.
El Palazzo Senatorio es actualmente la sede del Ayuntamiento de Roma, mientras que los Museos Capitolinos, inaugurados en 1734 (es el museo público más antiguo del mundo), están alojados en los otros dos palacios de la plaza, unidos también por una galería subterránea, la Galleria Lapidaria.